# TROS
Omroepvereniging TROS va ser una organització pública de ràdio i televisió dels Països Baixos, que va formar part de la radiodifusió pública neerlandesa (Nederlandse Publieke Omroep) des de 1964 fins a 2014, quan es va fusionar amb AVRO per crear l'empresa AVROTROS.
Va ser fundada en 1964 i el seu nom és un acrònim de «Televisie & Radio Omroep Stichting» (en català: Organització de Ràdio i Teledifusió). Des de la seva creació es va especialitzar a produir programes d'entreteniment i concursos, sense cap vinculació a grups religiosos o polítics. Fins a la seva fusió va ser l'organització més gran de NPO amb més de 465.000 membres.

## Història

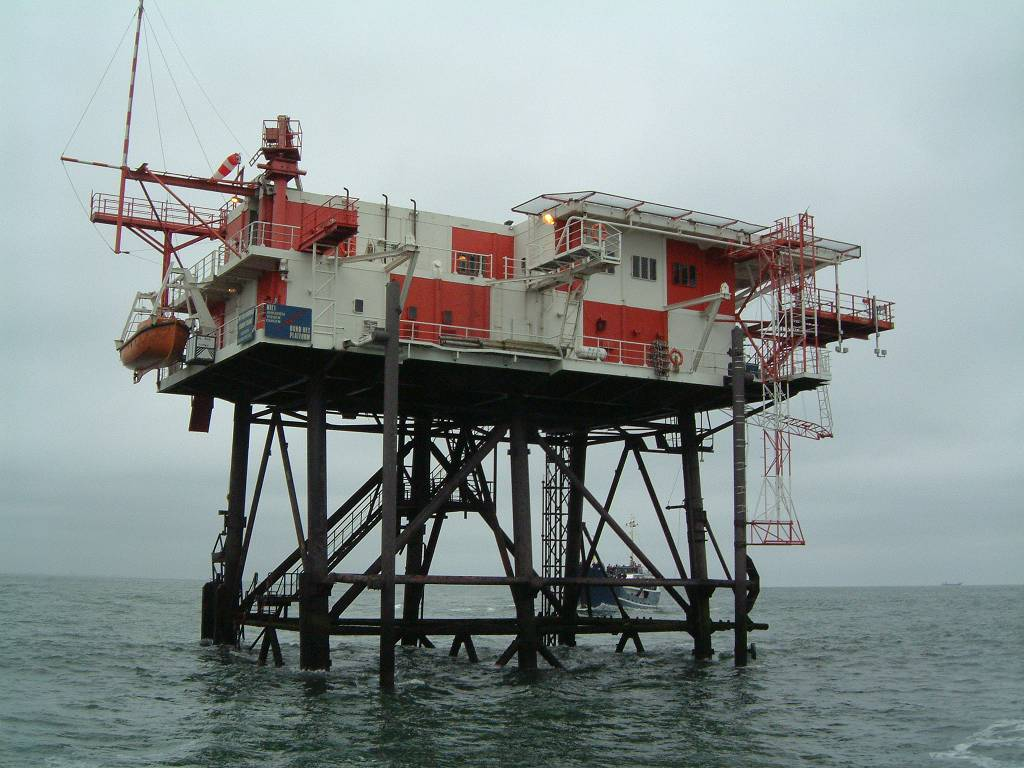
L'Illa REM en 2004.

Un grup d'empresaris neerlandesos, disconformes amb la pilarització dels mitjans de comunicació al país, van adquirir en 1964 una plataforma petrolífera en aigües territorials (l'Illa REM) per instal·lar allí un transmissor de televisió. Sobre aquesta emissora van crear un canal "pirata" que es va especialitzar en programes de varietats i entreteniment importats dels Estats Units. En aquella època l'estat tenia el monopoli sobre la televisió i no permetia senyals privats, per la qual cosa el govern la va clausurar argumentant que violava les regulacions de l'espectre radioelèctric de freqüències. No obstant això, a causa de la popularitat que va arribar a tenir, el govern els va oferir convertir-se en una de les organitzacions de la radiodifusió pública (Nederlandse Publieke Omroep). El 4 de novembre de 1964 van començar les emissions oficials de la Televisie & Radio Omroep Stichting.
La seva arribada va provocar importants canvis en la televisió pública, ja que la seva línia editorial no tenia vincles religiosos o polítics com succeïa amb la resta d'organitzacions existents, que van canviar gradualment la seva programació a partir de la dècada de 1970. Amb una oferta basada en sèries i entreteniment, TROS es va convertir en la segona associació amb més membres afiliats per darrere de Veronica, i en la primera després de la sortida d'aquesta en 1995.
La reforma de la radiodifusió pública en la dècada de 2010 va motivar la seva fusió amb l'associació AVRO per crear AVROTROS, un dels tres grups amb llicència "A" (més de 350.000 membres) que va començar a funcionar l'1 de gener de 2014.